# Sokol Point
Der Sokol Point (englisch; bulgarisch нос Сокол nos Sokol) ist eine 1,9 km lange Landspitze an der Loubet-Küste des Grahamlands im Norden der Antarktischen Halbinsel. Sie ragt 8,1 km nordöstlich des Rubner Peak, 29,35 km ostsüdöstlich des Madell Point, 43,4 km südlich des Kap Bellue, 9,65 km südlich des Gostilya Point und 9,4 km westsüdwestlich des Voit Peak als Ausläufer des Sherba Ridge in die Darbel Bay. Sie trennt die Mündung des Drummond-Gletschers im Osten von derjenigen des Widdowson-Gletschers im Süden.
Britische Wissenschaftler kartierten sie 1976. Die bulgarische Kommission für Antarktische Geographische Namen benannte sie 2015 nach Ortschaften im Nordosten und Südosten Bulgariens.